# Angloarab sardyński

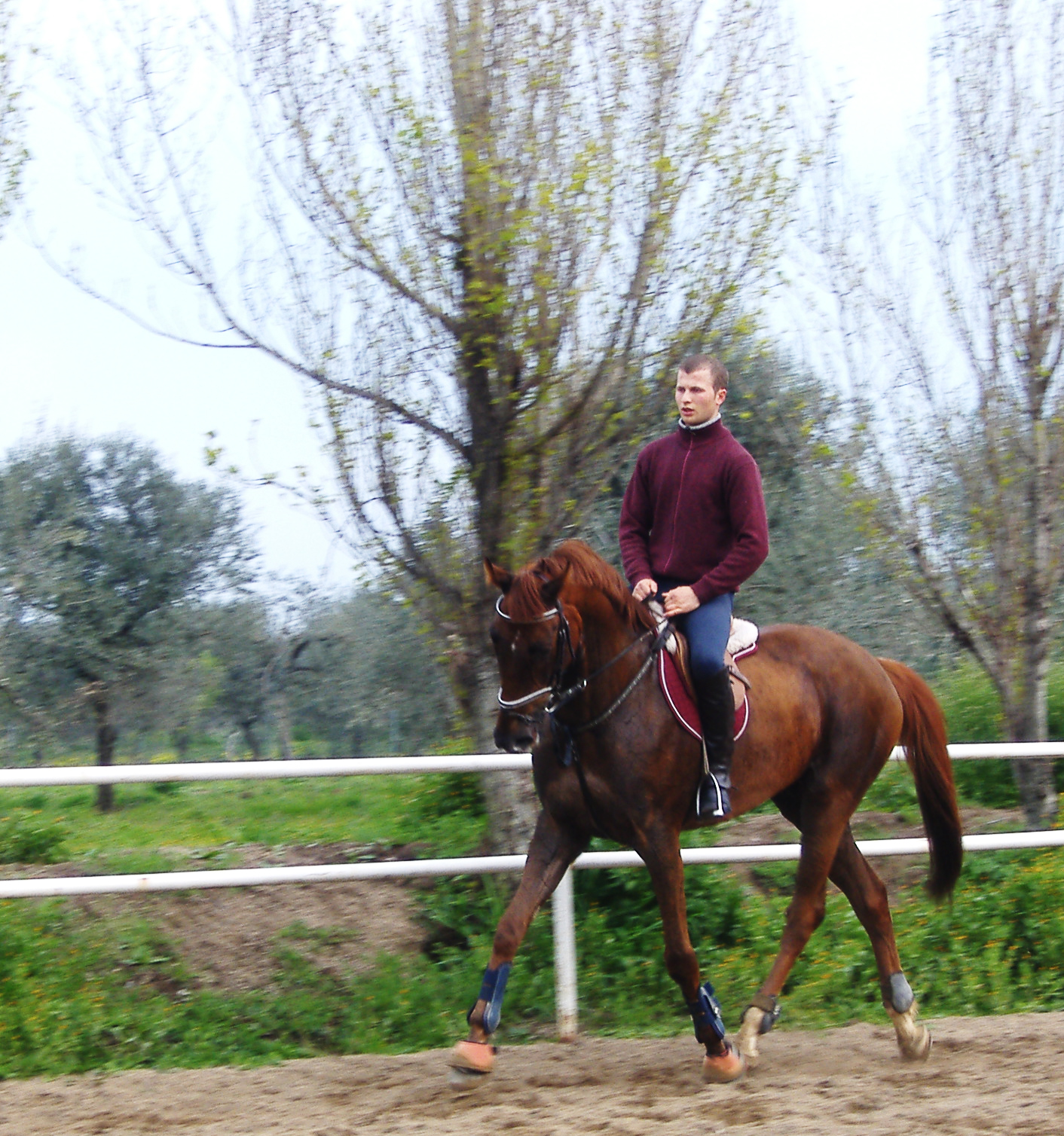
Kasztanowaty angloarab sardyński w kłusie

Angloarab sardyński – koń lekki, półkrwi, pochodzący z Sardynii (Włochy). 
W kłębie ma ok. 155 cm.

## Historia, pochodzenie
Początki tej rasy sięgają XV wieku. Jej macierzysta Sardynia jest wyspą korzystnie usytuowaną z punktu widzenia handlu z Afryką Północną. Przez wieki importowano tu konie berberyjskie oraz araby, które były krzyżowane z miejscowym stadem. Doprowadziło to do powstania bazowego typu dla nowej rasy już w XV wieku, a również do powstania stadniny hiszpańskich koni niedaleko Abbasanta. Konie te, które później stały się andaluzyjskimi, odegrały znaczącą rolę w rozwoju rasy sardyńskiej. Ważną rolę w hodowli miały stadniny w Mores, Nitromannit i Monte Minerwa. Ich populacja spadła aż do początku XX wieku. Wprowadzono wtedy domieszki czystej krwi arabskiej, które przyczyniły się do poprawy jakości, szlachetności i wytrzymałości rasy.